# Пак Бо Гом
Пак Бо Гом (на корейски: 박보검; Коригирана романизация на корейския език: Park Bo-gum) е южнокорейски актьор.
Той получава признание за разнообразния си набор от роли във филми и в телевизията, по-специално адвокат психопат в Здравей чудовище (2015), гениален играч на Го в Отговор 1988 (2015 – 2016), влюбен престолонаследник от Чосон в Лунна светлина (2016) и свободолюбив мъж, който се влюбва в по-възрастна жена в Сблъскване (2018).